# Антоније Багаш
Антоније Багаш је био српски племић из Костура и оснивач српске срењовјековне племићке породице Багаши. Сачувано је да се повукао на свету гору Атос између 1356. и 1366. године, где је касније купио и обновио разрушени атоски манастир Светог Павла уз помоћ Николе-Герасима Радоње, сина севастократора Бранка Младеновића 1380. године. У њему се замонашио, узевши име Арсеније и постао његов игуман. Обојица су били успешни у примању дарова од Византинаца и Срба као и обнови манастира са приходима од српских рудника сребра и злата, учинивши га једним од највећих српских манастира.
Обнова манастира, уз подршку Радоњине браће Вука и Гргура Бранковића, означила је почетак српског периода његове историје. 14. октобра 1410. српски деспот Ђурађ Бранковић донирао је село Кузмин манастиру, јер је то била жеља кнеза Лазара Хребељановића.
Руски ходочасник Исаија потврђује да је до краја 15. века манастир био српски.
“Ова света обитељ је вековима била српска”, пише српски историчар и публициста из Дубровника Антоније Вучетић.
У октобру 1845. Порфирије Успенски је, током своје посете манастиру, узео 12 листова Радослављевог јеванђеља, који су, према његовом мишљењу, били најдрагоценији и дао их Руској националној библиотеци у Санкт Петербургу. Остаци листова који су остали у манастиру су изгубљени.
Антоније Багаш је имао брата Николу, који је 1385. године поклонио манастир Панагије Месонесиотисе (Богородице Средострвске), заједно сa селима, црквама и другом имовином манастиру Св. Павла. Овај манастир Панагије Месонесиотисе је касније променио име у Крепеница по оближњем селу Крепени, а потом у Мавриотиса по селу Маврово у близини Костура.
Манастир Светог Павла на Светој Гори се, иначе, налази на четрнаестом месту у хијерархији атоских манастира. Библиотека садржи 494 рукописа и преко 12.000 штампаних књига.